# Andrea Carafa
Andrea Carafa, o Andrea Carafa della Spina, conte di Santa Severina (Napoli, ... – Napoli, 1526), è stato un condottiero e feudatario italiano, divenuto fra l'ottobre 1523 e il giugno 1526 luogotenente generale del Regno di Napoli, in sostituzione temporanea del viceré spagnolo Carlo di Lannoy.

## Biografia
Presentatosi nel 1496 presso il sovrano Ferdinando II di Aragona, detto Ferrandino, reclamò diritti sui feudi di Santa Severina,
Policastro, Roccabernarda, Le Castella e Cirò, offrendo al re ingenti somme di denaro; questo'ultimo bisognoso di denaro per le casse dello stato, accolse la richiesta del Carafa che si impossessò così di quelle terre.
Fu condottiero molto spregiudicato e partecipò alla guerra contro i francesi al servizio del re Federico I di Napoli a partire dal 1502; al ritorno nelle sue terre, seppur osteggiato dagli abitanti di Santa Severina, ottenne la conferma dal Gran Capitano, Consalvo di Cordova e dal nuovo sovrano Ferdinando il Cattolico dei suoi diritti feudali.
Costretto a muovere d'assedio contro la città, che ancora gli si opponeva, riuscì a impadronirsene in armi solo nel 1506 nonostante la strenua resistenza di Angelo De Luca, capitano delle truppe cittadine (che si oppose alle truppe del Carafa anche nel secondo assedio del 1513-14).
Nel 1523, alla partenza del viceré spagnolo in carica Carlo di Lannoy, divenne luogotenente generale del Regno di Napoli e nel suo governo fu affiancato dal duca di Montalto Ferdinando d'Aragona: invidiato dai parenti dovette spesso guardarsi le spalle e combattere su più fronti come nel caso dell'invasione dei veneziani in Puglia e lo sbarco dei Turchi a Otranto.
Durante il suo periodo napoletano si fece costruire una sontuosa residenza sulla collina di Pizzofalcone, oggi noto come Palazzo Carafa di Santa Severina; alla sua morte, avvenuta nel 1526 fu sostituito nei suoi feudi dal conte di Policastro, Giovanni Carafa, suo oppositore.